# Dànat de Vlorë
Dànat de Vlöre o Dànax d'Aulònia (Aulònia, Il·líria, actual Vlorë, Albània, s. IX -Gagliano del Capo, Itàlia, s. IX) fou un diaca albanès. Màrtir venerat com a sant per diverses confessions cristianes.

## Biografia
Originari d'Aulònia, a Il·líria, anà al Salento (Pulla, Itàlia), on fou diaca al santuari de Santa Maria di Leuca. Durant un atac sarraí al santuari, va prendre el copó amb la Sagrada Forma, amb la intenció de salvar-lo de la profanació, portant-la a Montesardo. Fou, però, ferit a mig camí; abans de morir, per evitar la profanació, prengué les hòsties i les menjà.
Altres fonts esmenten una història similar, però situada a les persecucions romanes del segle iii, fent que Dànat fos un soldat albanès convertit al cristianisme i que es negà a fer sacrificis als déus, essent llavors lapidat a Il·líria.
Probablement és un sant llegendari, el culte al qual fou portat a la Pulla pels monjos basilians que s'hi establiren; llavors se'n faria la història que el situa a la regió.

## Veneració
Venerat com a màrtir, al lloc de la seva mort, prop de San Dana (Gagliano del Capo), s'aixecà una estela en record seu.